# Murray Wallace
Murray Wallace (Glasgow, 10 gennaio 1993) è un calciatore scozzese, difensore del Millwall.

## Carriera

### Club
Cresciuto nei Rangers, nel 2009 si trasferisce al Falkirk. Il 31 gennaio 2012 viene acquistato dall’Huddersfield Town, rimanendo in prestito al club scozzese fino al termine della stagione. Il 25 agosto 2015 passa a titolo temporaneo allo Scunthorpe United, rimanendo con l'Iron fino al novembre seguente. Il 2 gennaio 2016 viene ceduto a titolo definitivo, legandosi al club militante in League One fino al 2019. Diventato subito titolare nel ruolo, il 20 giugno 2018 passa al Millwall, con cui firma un contratto pluriennale.

### Nazionale
Ha giocato nelle nazionali giovanili scozzesi Under-20 ed Under-21.

## Statistiche

### Presenze e reti nei club
Statistiche aggiornate al 28 novembre 2018.
| Stagione                       | Squadra                  | Campionato               | Campionato | Campionato | Coppe nazionali | Coppe nazionali | Coppe nazionali | Coppe continentali | Coppe continentali | Coppe continentali | Altre coppe | Altre coppe | Altre coppe | Totale | Totale | Totale |
| Stagione                       | Squadra                  | Comp                     | Pres       | Reti       | Comp            | Pres            | Reti            | Comp               | Pres               | Reti               | Comp        | Pres        | Reti        | Pres   | Reti   |        |
| ------------------------------ | ------------------------ | ------------------------ | ---------- | ---------- | --------------- | --------------- | --------------- | ------------------ | ------------------ | ------------------ | ----------- | ----------- | ----------- | ------ | ------ | ------ |
| 2011-2012                      | Falkirk                  | SFD                      | 34         | 2          | CS+CdL          | 2+3             | 0               | -                  | -                  | -                  | SCC         | 3           | 0           | 42     | 2      |        |
| 2012-2013                      | Huddersfield Town        | FLC                      | 6          | 1          | FACup+CdL       | 1+0             | 0               | -                  | -                  | -                  | -           | -           | -           | 7      | 1      |        |
| 2013-2014                      | Huddersfield Town        | FLC                      | 17         | 0          | FACup+CdL       | 2+2             | 0               | -                  | -                  | -                  | -           | -           | -           | 21     | 0      |        |
| 2014-2015                      | Huddersfield Town        | FLC                      | 26         | 2          | FACup+CdL       | 1+2             | 0               | -                  | -                  | -                  | -           | -           | -           | 29     | 2      |        |
| ago; nov.-dic. 2015            | Huddersfield Town        | FLC                      | 2          | 0          | FACup+CdL       | 0+1             | 0+1             | -                  | -                  | -                  | -           | -           | -           | 3      | 1      |        |
| Totale Huddersfield Town       | Totale Huddersfield Town | Totale Huddersfield Town | 51         | 3          |                 | 9               | 1               |                    | -                  | -                  |             | -           | -           | 60     | 4      |        |
| ago.-ott. 2015; gen.-giu. 2016 | Scunthorpe Utd           | FL1                      | 33         | 2          | FACup+CdL       | 1+0             | 0               | -                  | -                  | -                  | FLT         | 1           | 0           | 35     | 2      |        |
| 2016-2017                      | Scunthorpe Utd           | FL1                      | 46+2       | 1          | FACup+CdL       | 1+2             | 0               | -                  | -                  | -                  | FLT         | 5           | 1           | 56     | 2      |        |
| 2017-2018                      | Scunthorpe Utd           | FL1                      | 45+2       | 1          | FACup+CdL       | 3+2             | 0               | -                  | -                  | -                  | FLT         | 2           | 0           | 54     | 1      |        |
| Totale Scunthorpe Utd          | Totale Scunthorpe Utd    | Totale Scunthorpe Utd    | 124+4      | 5          |                 | 9               | 0               |                    | -                  | -                  |             | 8           | 1           | 145    | 6      |        |
| 2018-2019                      | Millwall                 | FLC                      | 13         | 2          | FACup+CdL       | 0+3             | 0               | -                  | -                  | -                  | -           | -           | -           | 16     | 2      |        |
| Totale carriera                | Totale carriera          | Totale carriera          | 222+4      | 12         |                 | 26              | 1               |                    | -                  | -                  |             | 11          | 1           | 263    | 14     |        |

## Palmarès

### Club

#### Competizioni nazionali
- Scottish Challenge Cup: 1

Falkirk: 2011-2012